# Micraglossa oenealis
Micraglossa oenealis là một loài bướm đêm trong họ Crambidae.